# Polydesmus striganovae
Polydesmus striganovae är en mångfotingart som beskrevs av Sergei I. Golovatch 1978. Polydesmus striganovae ingår i släktet Polydesmus och familjen plattdubbelfotingar. Inga underarter finns listade i Catalogue of Life.